# Bewegung der Nigrer für Gerechtigkeit

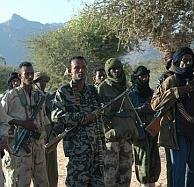
MNJ-Kämpfer im Februar 2008

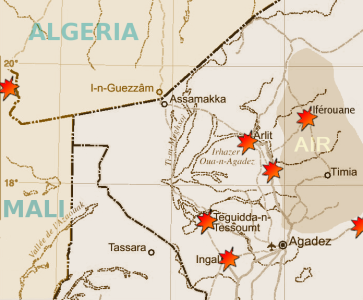
Karte der Angriffe des MNJ, bei denen mehrere Dutzend Soldaten getötet wurden

Die Bewegung der Nigrer für Gerechtigkeit (französisch Mouvement des Nigériens pour la Justice, MNJ) ist eine paramilitärische Organisation, die von 2007 bis 2009 im Norden Nigers aktiv war.

## Geschichte
Der MNJ entstand 2007 als eine multiethnische Bewegung, die von der Regierung unter Staatspräsident Mamadou Tandja gerechtere Zustände forderte. Ihr schlossen sich unter anderem unzufriedene Mitglieder der Nigrischen Streitkräfte an, darunter solche, die 2002 an einer Meuterei in Diffa beteiligt gewesen waren. Die konkreten Forderungen des MNJ umfassten eine höhere Gewinnbeteiligung der lokalen Bevölkerung an der Uranproduktion der AREVA-Gruppe in Arlit und umfassende Entwicklungsmaßnahmen für den Norden des Landes, verbunden mit einer politischen Dezentralisierung und einer stärkeren Vertretung der ansässigen Tuareg in der Regierung der Region Agadez. Zudem wurde das Friedensabkommen von 1995, das der Rebellion im Zusammenhang mit der Marginalisierung der Tuareg in Niger ein Ende setzte, als unzureichend umgesetzt wahrgenommen.
Der MNJ begann seine Aktivitäten am 8. Februar 2007 mit einem Angriff auf einen Stützpunkt der Nigrischen Streitkräfte bei Iférouane. Weitere regelmäßige Angriffe, bei denen Soldaten getötet wurden, konzentrierten sich auf andere Militärstützpunkte und auf infrastrukturelle Einrichtungen wie Elektrizitätswerke und Treibstofflager. Staatspräsident Tandja reagierte mit militärischen Gegenangriffen und der Verhängung eines erhöhten Alarmzustandes über die Region Agadez. Menschenrechtsorganisationen berichteten über willkürliche Verhaftungen und außergerichtliche Hinrichtungen von Zivilisten seitens der Armee. Der Staatspräsident stellte die Rebellen als bewaffnete Banditen hin, während der MNJ in einem populären Blog das Bild Tandjas als blutdürstiger Tyrann prägte.
Am 27. Juli 2007 verbündete sich der MNJ mit der malischen Organisation Alliance Démocratique du 23 mai pour le Changement in der Alliance Touareg Niger-Mali pour le Changement. Die öffentliche Wahrnehmung der Bewegung der Nigrer für Gerechtigkeit verschob sich hin zu einer nationalistisch orientierten Tuareg-Organisation, woraufhin sich die Befürwortung der Aktivitäten des MNJ im Süden des Landes schmälerte. Ende 2007 schwanden die militärischen Erfolge des MNJ, der weiterhin Angriffe auf Städte am Südrand der Sahara verübte und auch an Entführungen beteiligt war. Es blieb unklar, ob der Einsatz von Landminen, die 2008 in Niamey, Tahoua und Maradi explodierten, auf das Konto des MNJ ging oder diesem von der nigrischen Regierung in die Schuhe geschoben werden sollte.
Mamadou Tandja strebte 2009 nach einer in der Verfassung nicht vorgesehenen dritten Amtszeit als Staatspräsident. Ihm war es daher an der Deeskalation des Konflikts gelegen. Nach Verhandlungen unter der Vermittlung von Muammar al-Gaddafi wurde im Oktober 2009 in Sabha ein Friedensabkommen zwischen der Regierung und dem MNJ unterzeichnet, das zu einer Einstellung der Kampfhandlungen führte. Splittergruppen des MNJ distanzierten sich von dem Abkommen.